# Italikowie

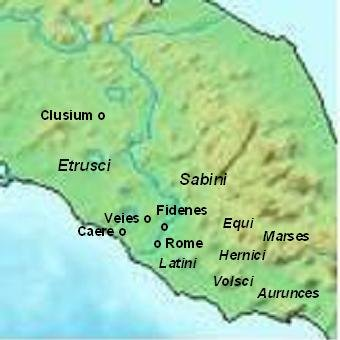
Plemiona środkowej Italii

Italikowie (łac. Italici) – plemiona indoeuropejskie, zasiedlające od połowy II tysiąclecia p.n.e. Półwysep Apeniński. Italikowie tworzyli grupy zróżnicowane pod względem językowym i kulturowym: równinę u ujścia Tybru zajęli Latynowie (stąd obszar nazywał się Lacjum), doliny na górnym biegu Tybru opanowali Umbrowie, południową Etrurię Faliskowie, na wschód i płd. wschód od Lacjum osiadły tzw. plemiona sabelskie (m.in. lud Samnitów), na południu Półwyspu Apenińskiego – Oskowie, a na Sycylii Sykulowie.
Italikowie czasami są identyfikowani już z pojawieniem się około 1800 p.n.e. fali ludności, twórców kultury terramare.
Italikowie trudnili się głównie rolnictwem. W 2. połowie IV i na początku III w. p.n.e. Rzymianie podbili ziemie Italików i zmusili poszczególne plemiona do zawarcia z nimi przymierzy. Italikowie zobowiązani byli do uciążliwych świadczeń (daniny, służba wojskowa), nie mieli obywatelstwa rzymskiego, uzyskali je dopiero po tzw. wojnie sprzymierzeńczej (90 – 88 p.n.e.). W procesie romanizacji zatarły się różnice kulturowe między Italikami a Rzymianami.
Plemiona Italików to m.in.: Latynowie, Oskowie, Umbrowie, Sabelowie, Kampanowie, Lukanowie, Sykulowie, Marsowie, Samnici, Pelignowie, Wolskowie.